# Galicia (ferry)
Pour les articles homonymes, voir Galice (homonymie).
Le Galicia  est un ferry exploité par la compagnie bretonne Brittany Ferries. Construit de 2019 à 2020 par les chantiers CMJL de Weihai, en Chine, il est le troisième navire de la classe E-Flexer, série de neuf car-ferries identiques commandés par la compagnie suédoise Stena Line. Destiné au marché de la location, il est affrété avant même le début de sa construction par Brittany Ferries. Il navigue depuis décembre 2020 sur les liaisons reliant le Royaume-Uni, l'Irlande, l'Espagne  et la France.

## Histoire

### Origines et construction
Vers la fin des années 2010, la compagnie suédoise Stena Line envisage la construction d'une nouvelle classe de navires dont la plupart seraient destinés à remplacer sa flotte exploitée en mer d'Irlande. À la suite d'une étude de deux ans menée par Stena et le cabinet d'architectes Deltamarine, les caractéristiques principales de cette classe de navires, baptisée E-Flexer, sont définies, elles font état de car-ferries d'une longueur de 214 mètres disposant d'une forte capacité de roulage de l'ordre de 3 100 mètres linéaires. Avec une capacité d'un millier de passagers, il est prévu que deux ponts et demi soient entièrement consacrés à ces derniers qui pourront bénéficier des derniers standards en matière de confort. Du point de vue technique, les navires de la classe E-Flexer doivent être équipés des dernières technologies visant à rendre leur exploitation plus écologique. Ainsi, les cheminées sont dotées d'un dispositif d'épurateurs de fumées appelés scrubbers ayant pour but la réduction des émissions de soufre et les moteurs principaux, bien qu'alimentés au diesel, sont conçus de manière à théoriquement pouvoir être convertis à une propulsion au gaz naturel liquéfié (GNL).
Le contrat de construction de quatre premiers navires est signé entre Stena Line et les chantiers AVIC de Weihai en août 2016. Sur ce contrat figure une option pour la réalisation de quatre navires supplémentaires. Si les quatre premières unités étaient initialement prévues pour intégrer la flotte de Stena Line, le troisième navire sera finalement annoncé comme étant affrété par la compagnie Brittany Ferries qui confirmera plus tard que deux autres navires de la classe E-Flexer, faisant partie de l'option du contrat initial, rejoindront sa flotte entre 2022 et 2023. L'armateur breton prévoit alors d'exploiter principalement ces navires sur ses liaisons reliant le Royaume-Uni à l'Espagne. Ainsi, ceux-ci sont nommés d'après des villes et régions espagnoles. Le premier navire est baptisé, Galicia, le second Salamanca et le troisième Santoña.
Commandé le 11 juillet 2017, le Galicia, tirant son nom de la région de Galice, dans le Nord de l'Espagne, est mis sur cale le 16 janvier 2019 au chantier AVIC de Weihai, qui deviendra plus tard le China Merchants Jinling Shipyard (CMJL) à la suite du rachat du site par le groupe China Merchants. Après sa mise à l'eau le 10 septembre 2019, les travaux de finition se poursuivent ensuite jusqu'au 3 septembre 2020, date à laquelle Stena Roro, filiale de Stena Line, réceptionne le navire. Dès sa livraison, il est affrété coque-nue par Brittany Ferries.

### Service
Le 11 septembre 2020, le Galicia appareille de Weihai et entame son long périple depuis la Chine à destination de la France. Il atteint Cherbourg un mois plus tard le 12 octobre et réalise par la suite des tests d'accostage à Portsmouth avant de prendre la direction de Santander afin de subir un dernier carénage avant sa mise en service. Au cours des travaux, le navire est francisé et immatriculé à Morlaix.
Le baptême du Galicia est célébré le 28 novembre à Roscoff. Sa carrière commerciale débute ensuite le 2 décembre, le navire quitte Santander à destination de Portsmouth. Principalement affecté sur la ligne hispano-britannique, il réalise également une traversée transmanche entre Portsmouth et Cherbourg une fois par semaine. 
Durant la nuit du 27 décembre, alors qu'il se trouve à quai à Portsmouth, le passage de la tempête hivernale Bella provoque la rupture des amarres du Galicia et le fait dériver vers un haut fond. Malgré un contact avec celui-ci, les dégâts se révèleront limités mais entraîneront cependant le décalage de son départ vers Cherbourg,.

## Aménagements
Le Galicia s'étend sur 11 ponts. Bien que le navire n'en compte en réalité que 9, deux d'entre eux, inexistants au niveau des garages, sont tout de même comptabilisés. Les locaux des passagers se situent sur la totalité des ponts 7 et 8 ainsi que sur une partie des ponts 9 et 10 tandis que ceux de l'équipage occupent principalement le pont 9. Les ponts 2, 3, et 5 abritent quant à eux les garages.

### Locaux communs
Le Galicia est équipé pour ses passagers de confortables locaux dont la décoration est inspirée de la région de Galice. Parmi ces installations, situées en grande majorité sur les ponts 7 et 8, se trouvent le bar-salon Plaza Mayor situé au milieu du navire, le restaurant Azul situé à l'avant, le restaurant La Taberna de Tapas ainsi qu'un espace extérieur au milieu du pont 10. Le navire dispose également d'une boutique située au milieu du pont 7 ainsi que d'une salle d'exposition sur le pont 8. À l'avant du pont 8 se trouve également le salon premium C Club. 

### Cabines
Le Galicia dispose de 341 cabines privatives situées sur les ponts 7, 8 et 9 vers l'arrière du navire. Internes ou externes, elles peuvent loger jusqu'à quatre personnes sont pourvues de sanitaires privés équipé d'une douche, d'un WC et d'un lavabo. Le navire possède également un salon de fauteuil pullman sur le pont 8.

## Caractéristiques
Le Galicia mesure 214,50 mètres de long pour 27,80 mètres de large. Son tirant d'eau est de 6,70 mètres et sa jauge brute est de 41 671 UMS, ce qui en fait le navire le plus imposant de la flotte de Brittany Ferries. Le navire peut embarquer 1 015 passagers et possède un garage de 3 100 mètres linéaires de roll, soit une capacité de 155 remorques, pouvant également contenir 550 véhicules et accessible par une porte-rampe arrière et une porte rampe avant. Sa propulsion est assurée deux moteurs diesel MaK 12M43C convertibles au GNL développant une capacité de 25 200 kW entraînant 2 hélices à pas variable faisant filer le bâtiment à plus de 22 nœuds. Sa cheminée est équipée de scrubbers, permettant de réduire ses émissions de soufre. Le navire est doté de deux propulseurs d’étrave et d'un stabilisateur anti-roulis à deux ailerons rétractables. Ses dispositifs de sécurité se composent de quatre embarcations de sauvetages fermées de grande taille, complétées par une embarcation semi-rigide ainsi que de nombreux radeaux de sauvetage. 

## Lignes desservies
Le Galicia est principalement affecté aux liaisons de Brittany Ferries entre le Royaume-Uni, l'Espagne et la France. Il assure chaque semaine depuis Portsmouth deux allers-retours vers Santander et un vers Cherbourg.